# Elliot Minor
Gli Elliot Minor sono un gruppo musicale rock inglese attivo dal 2000 al 2014.

## Formazione
- Alex Davies - voce, chitarre
- Ed Minton - chitarre, voce
- Dan Hetherton - batteria, cori
- Ed Hetherton - basso
- Ali Paul - tastiere

## Discografia
Album in studio
- 2008 - Elliot Minor
- 2009 - Solaris
- 2009 - Solaris Acoustic